# アドリアノープル条約
アドリアノープル条約（アドリアノープルじょうやく、英語: Treaty of Adrianople）、またはエディルネ条約（エディルネじょうやく、英語: Treaty of Edirne）は、1828年から1829年にかけての露土戦争の講和条約。
1829年9月14日、ロシア帝国代表アレクセイ・フョードロヴィチ・オルロフ伯爵とオスマン帝国代表アブデュルカディル・ベイの間で締結された。

## 内容
オスマン帝国はロシアにドナウ川口とグルジアのアハルツィヘとアハルカラキ要塞への通行を許可した。オスマン帝国はロシアのグルジア（イメレティ、サメグレロ、グリア含む）、エレヴァン・ハン国、ナヒチェヴァン・ハン国領有を承認した。これらの領土は1828年のトルコマーンチャーイ条約でガージャール朝ペルシアからロシアに割譲された領土であった。条約はダーダネルス海峡を全ての商船に開放、穀物、家畜、木材貿易が自由化されることとなった。しかし、ロシア・オスマン間の海峡問題の解決は1833年のウンキャル・スケレッシ条約に持ち越された。
アドリアノープルにより、オスマン帝国はセルビア公国の自治を再確認、ギリシャの自治を承認、莫大な賠償金をロシアに支払うまでロシアがモルダヴィアとワラキアを占領することに同意した。しかし、後のウンキャル・スケレッシ条約により、賠償金は大きく軽減された。条約はオスマン帝国とワラキアの国境をドナウ川の谷線に定め、トゥルヌ、ジュルジュ、ブライラのラヤをワラキアに割譲した。